# Kazimierz Drużbacki
Kazimierz Drużbacki herbu Lew (zm. w 1740 roku) – skarbnik ziemi żydaczowskiej. W 1720 ożenił się z poetką staropolską Elżbietą Drużbacką z domu Kowalską. Miał z nią dwie córki. Młodsza umarła w dzieciństwie, a starsza, Marianna, w 1760 wraz z sześciorgiem dzieci umarła na ospę. Kazimierz Drużbacki dzierżawił min. majątek Rzemień nad Wisłoką.